# Carstwo Bułgarii
Carstwo Bułgarii, Trzecie Carstwo Bułgarii, (bułg. Царство България), Królestwo Bułgarii – forma państwa bułgarskiego powstała w 1908 roku po proklamowaniu pełnej niepodległości przez Księstwo Bułgarii i formalnej aneksji Rumelii Wschodniej.
Zwieńczeniem bułgarskich dążeń do posiadania własnego państwa było ogłoszenie niepodległości przez Księstwo Bułgarii, formalnie wciąż zależnego od Turcji. Sprzyjające ku temu okoliczności wystąpiły w 1908. Uwaga mocarstw europejskich była skupiona na niemiecko-francuskim sporze o Maroko i dążeniach Austro-Węgier do aneksji Bośni i Hercegowiny. Ponadto w Turcji rozpoczęła się rewolucja młodoturecka, a na ważnej linii kolejowej łączącej turecki Adrianopol z bułgarskim Bełowem wybuchł strajk. W tej sytuacji książę Ferdynand I Koburg, wspierany przez rząd Aleksandyra Malinowa, wydał 5 października (lub 22 września według kalendarza juliańskiego, obowiązującego w Bułgarii do 1916 roku) manifest, w którym ogłosił niepodległość kraju. Księstwo Bułgarii stało się odtąd Carstwem Bułgarii, a Ferdynand I przyjął tytuł cara. Tytułował się przy tym w stosunkach międzynarodowych królem. W 1909 roku Carstwo Bułgarii, Rosja i Turcja zawarły trójstronne porozumienie, które ostatecznie usankcjonowało powstanie nowego, niezawisłego państwa na Bałkanach.
Data ogłoszenia manifestu, 22 września, jest obecnie obchodzona jako święto Dnia Niepodległości Bułgarii.
Kres istnieniu Carstwa Bułgarii położyło zniesienie monarchii po II wojnie światowej i ustanowienie 15 września 1946 roku Ludowej Republiki Bułgarii.